# NGC 2934
NGC 2934 (również PGC 1523531) – galaktyka soczewkowata (SB0? pec), znajdująca się w gwiazdozbiorze Lwa. Odkrył ją Albert Marth 2 kwietnia 1865 roku.